# Virginie Razzano
Virginie Razzano (ur. 12 maja 1983 w Dijon) – francuska tenisistka, zwyciężczyni juniorskich turniejów wielkoszlemowych: Australian Open 1999 w singlu i deblu oraz French Open 2000 w singlu, reprezentantka kraju w Pucharze Federacji.

## Kariera
Tenisistka praworęczna z oburęcznym backhandem.
W karierze wygrała dwa tytuły singlowe (Kanton i Tokio) oraz jeden deblowy (Paryż) z cyklu WTA. W rankingu gry pojedynczej zajmowała najwyżej 16. miejsce (14 września 2009), w rankingu deblowym była 82. (12 lutego 2001).
Historia jej występów w turniejach wielkoszlemowych sięga roku 1999, kiedy to wzięła udział we French Open, ale zakończyła go już na pierwszej rundzie. W roku 2009 grała w czwartej rundzie tego turnieju. W tym samym roku grała też w czwartej rundzie Wimbledonu. W Australian Open była czterokrotnie na etapie trzeciej rundy (2001, 2006, 2008 i 2009). Od 2001 roku startowała w US Open, a najlepszy wynik zanotowała w 2006 roku, osiągając czwartą rundę zawodów.
Ma na koncie pięć triumfów singlowych w cyklu rozgrywek ITF. Po raz pierwszy zwyciężyła w 1999 roku w Deauville, a rok później w Cergy-Pontoise, w 2002 roku była najlepsza w Lexington, a w 2004 roku w Bordeaux. Oprócz tego zwyciężyła także w pięciu turniejach deblowych tej kategorii.
Pod koniec września 2007 roku wygrała swój pierwszy turniej WTA w chińskim Kanton. W finale pokonała Izraelkę Cipporę Obziler. Tydzień później odniosła zwycięstwo w turnieju w Tokio. W drodze po wygraną pokonała m.in. Sanię Mirzę, Flavię Pennettę i Venus Williams.
W 2012 roku podczas French Open zwyciężyła w pierwszej rundzie z rozstawioną z numerem piątym Sereną Williams. W następnej rundzie uległa natomiast Arantxie Rus.

## Życie prywatne
Trenerką zawodniczki była Alexia Dechaume-Balleret, a jej przygotowaniem fizycznym zajmował się Bernard Cabassol. Jej rodzice to Thérèse i François, ma też młodszą siostrę Aurelie. Za tenisowy wzór stawia sobie Gabrielę Sabatini. Grę w tenisa rozpoczęła w wieku siedmiu lat.

## Finały turniejów WTA
| Legenda                     | Legenda |
| --------------------------- | ------- |
| Wielki Szlem                |         |
| Igrzyska olimpijskie        |         |
| WTA Tour Championships      |         |
| 1988 – 2008                 |         |
| Kategoria I                 |         |
| Kategoria II                |         |
| Kategoria III               |         |
| Kategoria IV                |         |
| Kategoria V                 |         |
| 2009 – 2020                 |         |
| WTA Premier Mandatory       |         |
| WTA Premier 5               |         |
| WTA Premier                 |         |
| WTA International Series    |         |
| WTA 125K series (2012–2020) |         |

### Gra pojedyncza 6 (2-4)
| Końcowy wynik | Nr | Data                 | Turniej      | Nawierzchnia | Przeciwniczka      | Wynik finału     |
| ------------- | -- | -------------------- | ------------ | ------------ | ------------------ | ---------------- |
| Finalistka    | 1. | 17 października 2004 | Taszkent     | Twarda       | Nicole Vaidišová   | 7:5, 3:6, 2:6    |
| Finalistka    | 2. | 25 sierpnia 2007     | Forest Hills | Twarda       | Gisela Dulko       | 2:6, 2:6         |
| Zwyciężczyni  | 1. | 30 września 2007     | Kanton       | Twarda       | Cippora Obziler    | 6:0, 6:3         |
| Zwyciężczyni  | 2. | 6 października 2007  | Tokio        | Twarda       | Venus Williams     | 4:6, 7:6(7), 6:4 |
| Finalistka    | 3. | 21 lutego 2009       | Dubaj        | Twarda       | Venus Williams     | 4:6, 2:6         |
| Finalistka    | 4. | 20 czerwca 2009      | Eastbourne   | Trawiasta    | Caroline Wozniacki | 6:7(5), 5:7      |

### Gra podwójna 1 (1-0)
| Końcowy wynik | Nr | Data           | Turniej | Nawierzchnia    | Partnerka  | Przeciwniczki                | Wynik finału |
| ------------- | -- | -------------- | ------- | --------------- | ---------- | ---------------------------- | ------------ |
| Zwyciężczyni  | 1. | 11 lutego 2001 | Paryż   | Dywanowa (hala) | Iva Majoli | Kimberly Po Nathalie Tauziat | 6:3, 7:5     |

## Finały juniorskich turniejów wielkoszlemowych

### Gra pojedyncza (2)
| Końcowy wynik | Rok  | Turniej         | Nawierzchnia | Przeciwniczka         | Wynik finału  |
| Zwyciężczyni  | 1999 | Australian Open | Twarda       | Katarína Bašternáková | 6:1, 6:1      |
| Zwyciężczyni  | 2000 | French Open     | Ceglana      | María Emilia Salerni  | 5:7, 6:4, 8:6 |

### Gra podwójna (1)
| Końcowy wynik | Rok  | Turniej         | Nawierzchnia | Partnerka       | Przeciwniczki                  | Wynik finału |
| Zwyciężczyni  | 1999 | Australian Open | Twarda       | Eleni Daniilidu | Natalie Grandin Nicole Rencken | 6:1, 6:1     |